# (1828) Kashirina
(1828) Kashirina (1966 PH) ist ein Asteroid des Asteroidengürtels, der am 14. August 1966 von Ljudmila Iwanowna Tschernych im Krim-Observatorium entdeckt wurde.